# ریگ دراز
ریگ دراز، روستایی در دهستان چراغ‌آباد بخش توکهور شهرستان میناب در استان هرمزگان ایران است.

## جمعیت
بر پایه سرشماری عمومی نفوس و مسکن در سال ۱۳۹۵، جمعیت این روستا برابر با ۶۶۹ نفر (۱۹۲ خانوار) بوده‌است.